# Kelvin Joseph
Kelvin Joseph III (Baton Rouge, 11 novembre 1999) è un giocatore di football americano statunitense che milita nel ruolo di cornerback per i Kansas City Chiefs della National Football League (NFL).

## Carriera

### Dallas Cowboys
Joseph  al college giocò a football a LSU (2018) e all'Università del Kentucky (2019-2020). Fu scelto nel corso del secondo giro (44º assoluto) nel Draft NFL 2021 dai Dallas Cowboys. Firmò un contratto quadriennale con Dallas il 10 giugno 2021. Fu inserito in lista infortunati il 2 settembre 2021, all'inizio della stagione. Tornò nel roster attivo il 30 ottobre e debuttò come professionista nella gara della settimana 10 contro gli Atlanta Falcons facendo registrare un passaggio deviato. Nella sua stagione da rookie disputò 10 partite, 2 delle quali come titolare, totalizzando 16 tackle e 2 passaggi deviati.

### Miami Dolphins
Il 29 agosto 2023 I Cowboys scambiarono Joseph con i Miami Dolphins per l'ex scelta del primo giro Noah Igbinoghene.

### Seattle Seahawks
Il 26 novembre 2023 Joseph firmò con la squadra di allenamento dei Seattle Seahawks. Il suo contratto scadde il 7 gennaio 2024 e non gli fu rinnovato.

### Kansas City Chiefs
Il 17 gennaio 2024 Joseph firmò un contratto da riserva con i Kansas City Chiefs.